# 張鎮衙
張鎮衙（1999年10月13日—）為臺灣男子籃球運動員，阿美族人，場上位置為前鋒，現效力P. LEAGUE+臺北富邦勇士。

## 學生生涯

### 國小
張鎮衙老家位於桃園，從小學五年級開始進行專業的籃球訓練，國小身高已達到184公分的張鎮衙擔任球隊主力中鋒，帶領所就讀的忠貞國小籃球隊獲得27年來第二座全國賽冠軍盃。國小時即獲得多所國中的招募邀請，包括明仁國中、大倫國中及金華國中。

### 國中
國中時選擇就讀苗栗縣明仁國中並參加國中籃球聯賽（JHBL），於102學年度張鎮衙、吳沛嘉組成的「小雙塔」與學長李家慷一同帶領球隊擊敗金華國中獲得冠軍。

### 高中
張鎮衙國中畢業身高已經達到195公分，與吳沛嘉一同前往南山高中就讀，同時也入選U16亞青男籃賽。高一菜鳥球季即成為球隊重要輪替，並幫助球隊獲得高中籃球聯賽（HBL）總冠軍，隔年入選U17世青男籃賽。2017年與吳沛嘉、譚傑龍、劉駿霆共同參加U18三對三亞洲盃籃球賽獲得亞軍。

### 大學

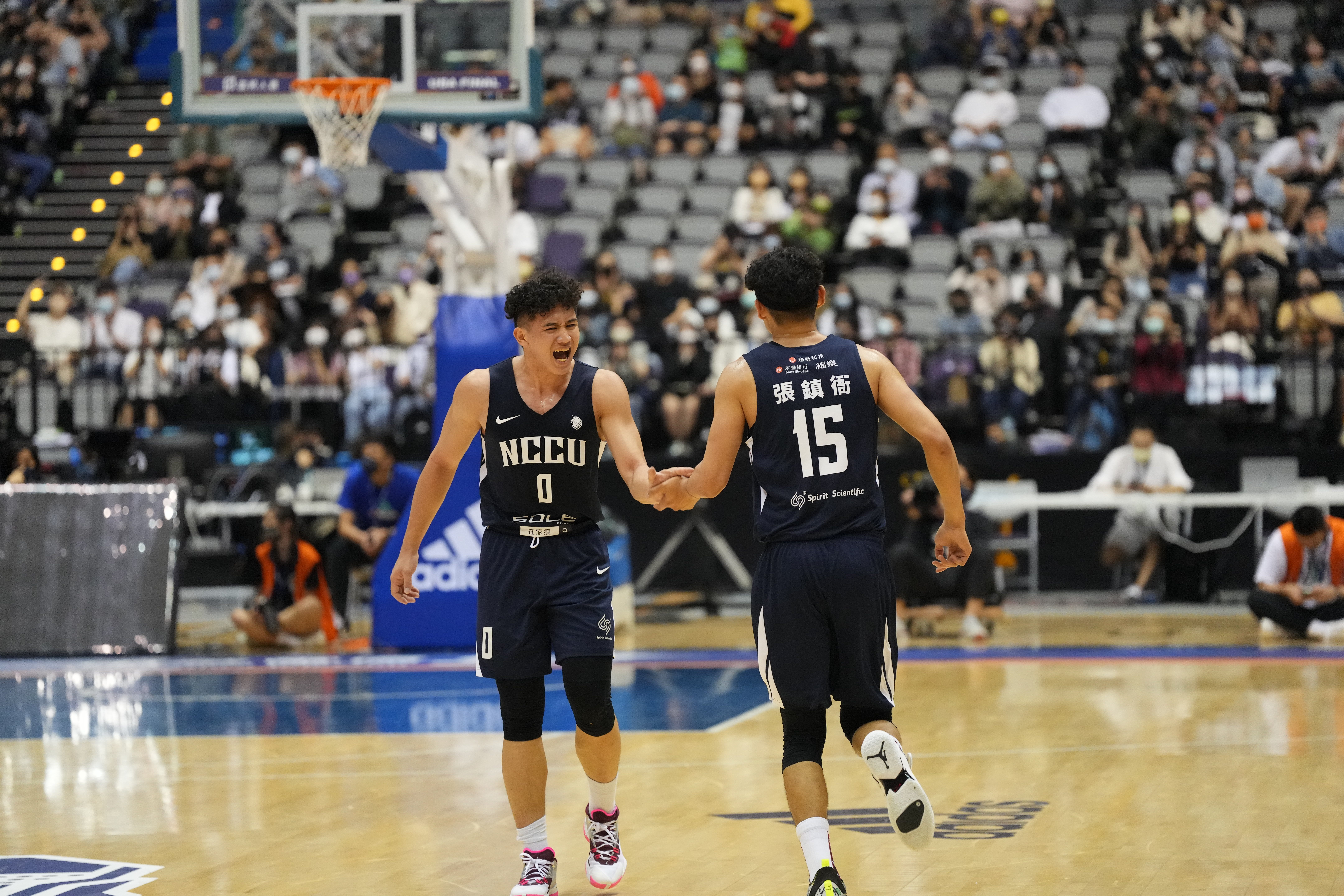
與隊友林彥廷擊掌

高中畢業後前往國立政治大學就讀並加入政大雄鷹，在大二大三連續兩年擔任隊長，並於大三時帶領球隊獲得大專籃球聯賽（UBA）公開男一級總冠軍，亦為隊史首冠，並在總冠軍賽獲得25分8籃板同時獲選MVP。在2020年時張鎮衙也入選中華白隊。

## 職業生涯
2022年7月在P. LEAGUE+新人選秀會第一輪第一順位被桃園領航猿相中，成為選秀狀元。8月4日，張鎮衙與桃園領航猿完成簽約。
2024年8月張鎮衙與P. LEAGUE+臺北富邦勇士簽下複數年合約。

## 國家隊生涯
2023年6月入選2021年世大運男籃賽中華臺北代表隊。

## 生涯數據

### P. LEAGUE+

#### 例行賽
| 賽季    | 球隊           | GP | MPG   | 2P%   | 3P%   | FT%   | RPG  | APG  | SPG  | BPG  | PPG  |
| ------- | -------------- | -- | ----- | ----- | ----- | ----- | ---- | ---- | ---- | ---- | ---- |
| 2022–23 | 桃園領航猿     | 33 | 14:50 | 46.67 | 33.88 | 70    | 1.58 | 0.82 | 0.55 | 0.09 | 5    |
| 2023–24 | 桃園璞園領航猿 | 36 | 17:58 | 54.17 | 33.79 | 68.75 | 1.58 | 0.89 | 0.31 | 0.08 | 5.11 |

#### 季後賽
| 賽季    | 球隊       | GP | MPG   | 2P% | 3P%   | FT% | RPG | APG | SPG | BPG | PPG |
| ------- | ---------- | -- | ----- | --- | ----- | --- | --- | --- | --- | --- | --- |
| 2022–23 | 桃園領航猿 | 3  | 13:41 | 0   | 33.33 | 0   | 2   | 1   | 0   | 0   | 4   |

## 外部連結
- 張鎮衙的Instagram帳戶
- . 政大雄鷹籃球隊.   [2021-08-08]. （原始内容存档于2021-08-08）.
- 張鎮衙在fiba.basketball（英语）
- 張鎮衙在archive.fiba.com（存檔）（英语）
- 張鎮衙在fiba3x3.com（英语）
- 張鎮衙在P. LEAGUE+官網
- 張鎮衙在Eurobasket.com（球員）（英语）
- 張鎮衙在Proballers（英语）
- 張鎮衙在RealGM（英语）